# Pinilla del Valle
Pinilla del Valle er en by og kommune i det centrale Spanien i Madrid-regionen. Den har et indbyggertal på 200 (2024) indbyggere.